# Кедина Гора
Ке́дина Го́ра — село в Україні, у Золотоніському районі Черкаської області. Входить до складу Золотоніської міської громади.
Неподалік від села відкрито поселення епохи середньої бронзи (II—III тисяч років до н. е.).

## Населення
Населення — 359 чоловік (2001).

### Мова
Розподіл населення за рідною мовою за даними перепису 2001 року:
| Мова       | Кількість | Відсоток |
| ---------- | --------- | -------- |
| українська | 349       | 97.21%   |
| російська  | 10        | 2.79%    |
| Усього     | 359       | 100%     |